# ليونارد تايلور
ليونارد تايلور (2 مايو 1966 في الولايات المتحدة - ) (بالإنجليزية: Leonard Taylor)‏ هو لاعب كرة سلة أمريكي في مركز هجوم قوي الجسم. لعب مع غولدن ستايت ووريورز.

## وصلات خارجية
- ليونارد تايلور على موقع إن بي أي (الإنجليزية)
- ليونارد تايلور على موقع سبورتس رفرنس (الإنجليزية)
- ليونارد تايلور على موقع كلية كرة السلة في سبورتس رفرنس.كوم (الإنجليزية)
- ليونارد تايلور على موقع بروبوليرز (الإنجليزية)